# التحول في الطريق إلى دمشق

التحول في الطريق إلى دمشق هي لوحة زيتية للفنان الإيطالي كارافاجيو رسمها في 1601، اللوحة حالياً معروضة داخل بازيليك سانتا ماريا ديل بوبولو.